# Егесхајм
Егесхајм (њем. Egesheim) општина је у њемачкој савезној држави Баден-Виртемберг. Једно је од 34 општинска средишта округа Тутлинген. Према процјени из 2010. у општини је живјело 652 становника. Посједује регионалну шифру (AGS) 8327013.

## Географски и демографски подаци
Егесхајм се налази у савезној држави Баден-Виртемберг у округу Тутлинген. Општина се налази на надморској висини од 783 метра. Површина општине износи 7,7 km². У самом мјесту је, према процјени из 2010. године, живјело 652 становника. Просјечна густина становништва износи 85 становника/km².